# Vuković (wieś)
Vuković (cyr. Вуковић) – wieś w Serbii, w okręgu braniczewskim, w gminie Kučevo. W 2011 roku liczyła 220 mieszkańców.